# Межовий-Мороз Василь Антонович
Василь Антонович Межовий-Мороз (*28 червня 1923, с. Курахівка, Селидове,  Донецька область — †9 червня 2015, Суми)  — український поет,  учитель, громадський діяч. Учасник антигітлерівського підпілля ОУН (революційної) на Донбасі.

## Біографія

### Дитинство
Межовий Василь Антонович народився у селі Курахівка, Селидівського району, Донецької області, 28 червня 1923 р. в родині заможних селян. У 1930-му році батьків розкуркулили і вигнали із рідного села. Батька посадили, та він тікає із табору. Після чого влаштовується у Донецьку на шахті 16-17 «Євдокимівка», куди, за розповіддю Межового, брали усіх підряд і без документів. У голодні роки 1932—1933 батько забирає родину до себе в Донецьк, бо шахтарів перед спуском у забій добре годували. Батько брав маленького Василя з собою і потаємно віддавав пайку. У 1937-му році через завал у забої батько скалічився і з сім’єю переїхав на постійне місце проживання в місто Красногорівка Мар’їнського району. У тому ж році Василь закінчує Мар’їнський педагогічний технікум, після якого працює учителем молодших класів у Мар’їно-Новоселівській школі Дзержинського району Донецької області. 

### Друга світова війна
З початком війни Василь Межовий не був мобілізований на фронт, тому, що вчителів і шахтарів до армії не брали. Скоро Василь опинився без роботи, бо Донбас швидко окупували німецькі війська і навчальні заклади закривалися. Він їде жити до батьків у Красногорівку, де влаштовується польовим робітником в «общиннім» господарстві донецького зоотехнікуму, який перестав існувати як навчальний заклад, а перетворився на німецький шпиталь. 

### У лавах ОУН проти окупантів

Члени оунівського підпілля м. Красногорівка Донецької області. Другий ряд, третій ліворуч — Корецький Володимир Йосипович (учасник похідної групи ОУН-УПА). Третій праворуч у середньому ряду (повернув голову) — Василь Межовий-Мороз. Фото 1942 р.

Невдовзі знайомиться із вчителем Олесем Миколайовичем Зінченком, організатором гуртка Просвіта, і членом похідної групи ОУН, уродженцем Красногорівки  — Корецьким Володимиром Йосиповичем. Діяльність «Просвіти» у Красногорівці, як і по всіх осередках, що діяли в окупованій Україні, зводилася до пасивного опору німецькій адміністрацій, створення націоналістичного середовища. Серед населення проводили агітацію —  Україна у майбутньому має бути вільною без нацистів та сталіністів. 
Після реокупації Донбасу сталінськими військами, заарештований та засуджений до каторжних робіт. Відбував покарання в цеху гарячого штампування на заводі №110 у місті Донецьк, працював штампувальником, там перебував під наглядом до 1946. Нагляд залишався, коли знову вчителював у школі м. Красногорівка і під час заочного навчання у Дніпропетровському сільськогосподарському інституті.

## Кар’єра
1953 перейшов на агрономічну роботу. Працював на різних агрономічних посадах у Донецькій та Сумській областях. 
Має радянські нагороди: Орден Знак Пошани, Орден Трудового Червоного Прапора, багато медалей. Працював нештатним кореспондентом у журналах Сільські Вісті Київ, та Земледелие Москва. Під його керівництвом розроблялась система землеробства на Сумщині. 
Член партії Конгрес українських націоналістів, член Національної спілки журналістів України. Постійно проживає у Сумах. Одружений.  Має дві доньки та онучку. 

Василь Антонович на дні скорботи 20 лютого 2011 р. біля місця страти сумських підпільників ОУН(б) і керівника Семена Сапуна

## Твори

### Наукові посібники
- «Эффективность интенсивной системы земледелия»  — Харків, Червоний прапор, 1988.
- «Резервы хлебной нивы»  — Харків, Червоний Прапор, 1984.
- Головний редактор видання  — «Научно обоснованная система земледелия в Сумской области»

#### Художні твори
- «Молитовник Тараса»  —видавництво «Ярославна» 2009 р.
- «Ще рік минув»  — збірка поезій. «Слобожанщина» 2008 р.
- «Роздуми»  — збірка поезій «Ярмарок» Суми 2007 р.
- «Помилуй Тараса»  — поезії. Слобожанщина. Суми 2007 р.
- «Балади»  — Ярославна. Суми 2010 р.
- «Вірую»  — особистий творчий конспект-календар з книги Біблія. Слобожанщина. Суми 2010 р.
- «Україно  — серце моє»  — проза. Ярославна 2006 р.
- «Пожнив’я»  — проза Слобожанщина 2010 р.
- «Рубежі»  — проза. Слобожанщина, 2008 р.
- «Талі води»  — поема. Слобожанщина, 2011 р.